# Argentera
Argentera (piemontesisch l'Argentéra, okzitanisch l'Argentiera) ist eine Gemeinde in der italienischen Provinz Cuneo (CN) der Region Piemont.

## Lage und Einwohner
Argentera liegt rund 60 km westlich von der Provinzhauptstadt Cuneo entfernt, an der Grenze zu Frankreich im Tal der Stura di Demonte. Mit Frankreich ist die Gemeinde über den Col de Larche verbunden und bildet die Grenze zu den  Cottischen Alpen und den  Seealpen. Zur Gemeinde zählen auch die weit verstreuten Dörfer und Weiler Bersezio (Gemeindesitz), Ferrere, Le Grange, Severagno, Villaggio Primavera, Prinardo und Serre.
Das Gemeindegebiet umfasst eine Fläche von 76.26 km² und hat 80 Einwohner (Stand 31. Dezember 2023). Die Nachbargemeinden sind Acceglio, Canosio, Val d’Oronaye (Frankreich), Pietraporzio und Saint-Étienne-de-Tinée (Frankreich).

## Geschichte

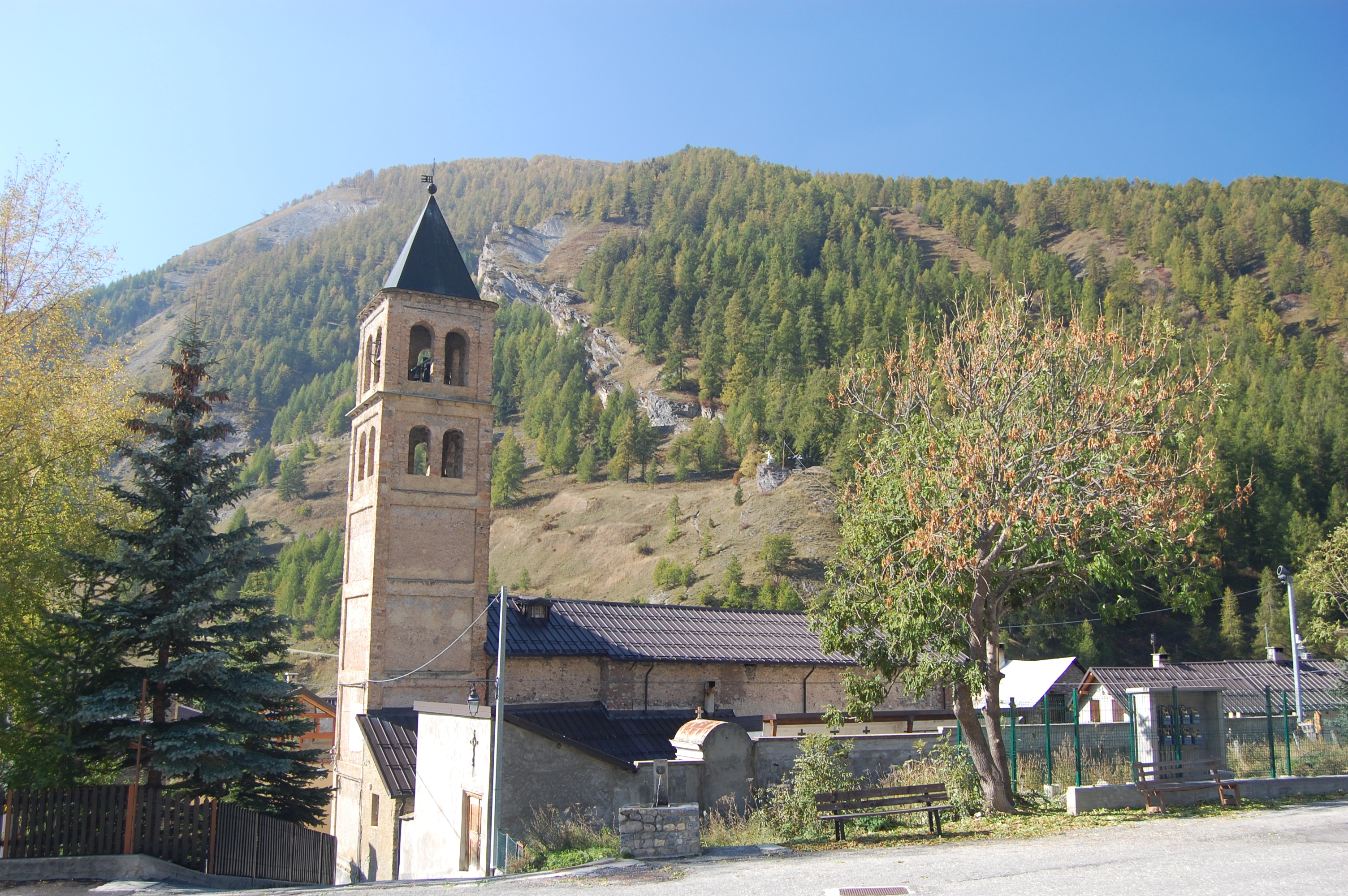
Bersezio

In einem Dokument vom Anfang des 13. Jahrhunderts wird es als „Argenteria“ erwähnt. Sein Ortsname besteht aus einem Adjektiv auf -ARIUS, abgeleitet vom lateinischen Wort ARGENTUM, das sich auf das Vorhandensein von Silber in den Bleisteinbrüchen in der Gegend bezieht. Die alten Blei-Silber-Minen werden im Gemeindewappen mit einer Spitzhacken dargestellt.  Ihre Geschichte ist frei von großen Ereignissen und unterscheidet sich nicht von der des Rests der Region, die nach den dunklen Jahrhunderten des frühen Mittelalters von Oddone, dem ersten Grafen von Savoyen, vereint wurde.
Gegen die Mitte des 13. Jahrhunderts ging es in die Hände der Familie Anjou über, die über ein Jahrhundert lang die politische Szene des Piemonts beherrschte. Später kehrte es unter die Herrschaft des Hauses Savoyen zurück, dem es gelungen war, den Expansionsplänen der Visconti von Mailand in Richtung Piemont entgegenzuwirken. Die jüngste Geschichte ist die Geschichte Italiens mit der Vorbereitung und Schaffung des Einheitsstaates, den Unabhängigkeitskriegen und den Weltkonflikten. Die wertvollsten Elemente des historisch-künstlerischen Erbes gehören zur Sakralarchitektur wie die Pfarrkirche San Pietro aus dem 16. Jahrhundert, in der sich das Kruzifix des „Beat Crist“ befindet, das von der örtlichen Bevölkerung sehr verehrt wird und die Kirche San Lorenzo, aus dem 11. Jahrhundert, im Bersezio-Gebiet. Dieses wurde im 17. Jahrhundert umgebaut.

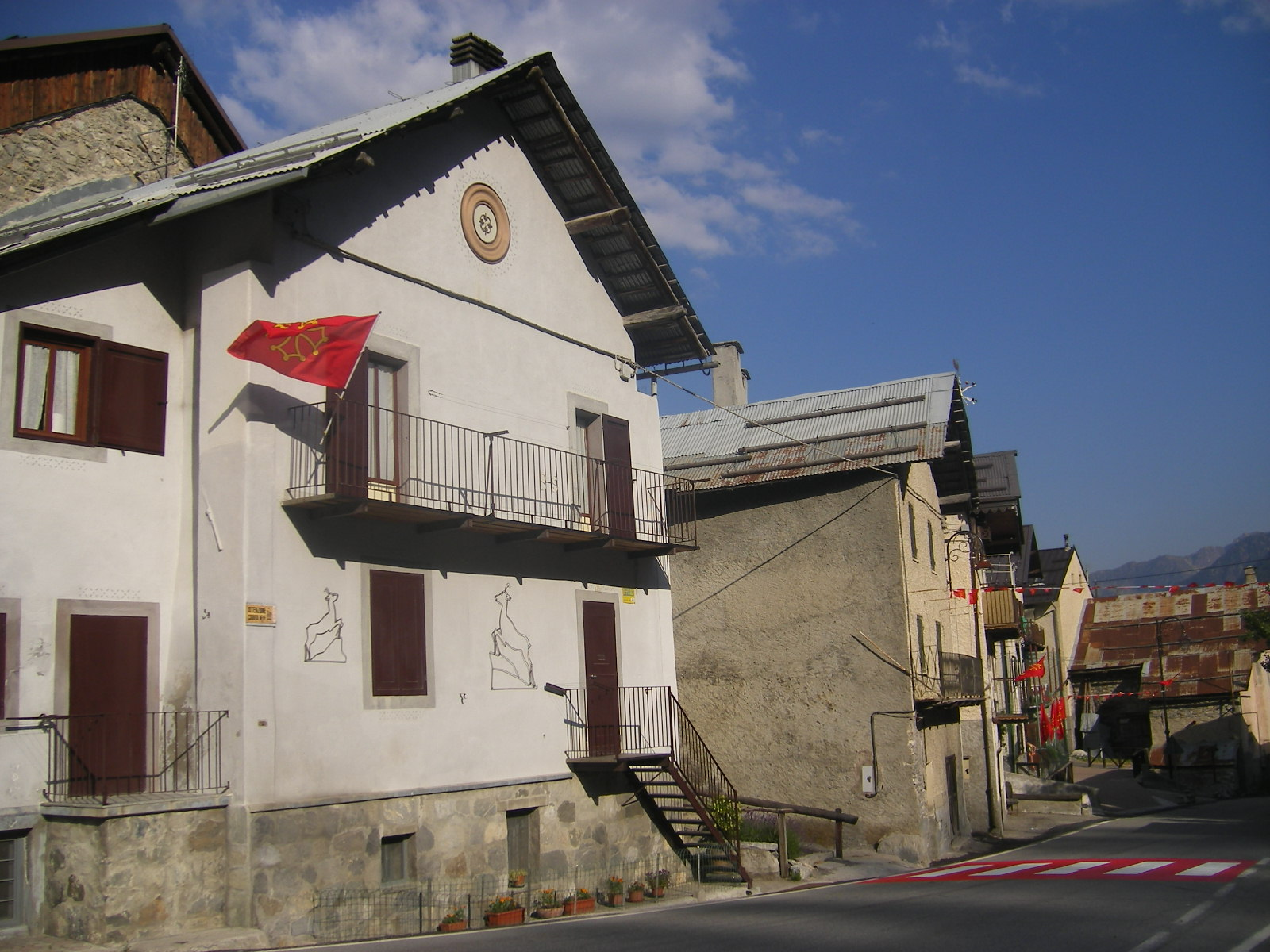
Bersezio